# Джейкобс, Хелен
Хелен Халл Джейкобс (англ. Helen Hull Jacobs; 6 августа 1908, Глоб, Аризона — 2 июня 1997, Ист-Хамптон, Нью-Йорк) — американская теннисистка и писательница, первая ракетка мира в 1936 году. Долгое время оставаясь на вторых ролях в американском и мировом теннисе в эпоху господства Хелен Уиллз, в первой половине 1930-х годов Джейкобс тем не менее четыре раза подряд становилась чемпионкой США в одиночном разряде, а в 1936 году выиграла Уимблдонский турнир. Она также была четырёхкратной чемпионкой США в женском и смешанном парном разряде и десять раз выигрывала со сборной США Кубок Уайтмен. С 1962 года имя Хелен Джейкобс включено в списки Международного зала теннисной славы.

## Биография
Хелен Халл-Джейкобс родилась в 1908 году в Глобе (Аризона) в семье бизнесмена Роланда Джейкобса и Юлы Халл-Джейкобс, наследницы крупного медного промышленника, бывшего прямым потомком Картера Бракстона — депутата от Виргинии, подписывавшего Декларацию независимости США. Семья жила в Аризоне до 1914 года, когда местная добыча меди не стала убыточной, а затем переехала в Сан-Франциско. Там Роланд Джейкобс нашёл работу как администратор отдела рекламы в газете.
Окончив среднюю школу в Беркли (куда она переехала для занятий теннисом), Хелен поступила в 1926 году в местный филиал Калифорнийского университета, где училась до 1929 года. В этом году она прервала учёбу, чтобы сосредоточиться на теннисных соревнованиях. Чуть позже она начала свою вторую карьеру — писательскую, о которой мечтала с детства, выпустив в 1932 году книгу «Современный теннис», а через четыре года — учебник «Улучши свою теннисную игру» (англ. Improve Your Tennis) и автобиографическую книгу «За рамками игры» (англ. Beyond the Game). Ещё один теннисный учебник авторства Джейкобс вышел в 1941 году.
В годы Второй мировой войны Хелен Джейкобс служила в разведывательном управлении ВМС США в Вашингтоне. В 1942 году она была включена в состав женского подразделения ВМС, известного как WAVES («Women Accepted for Volunteer Emergency Service» — «Женщины, принятые на добровольную экстренную службу»). После войны она оставалась в числе военнослужащих-резервистов и в 1950 году возобновила активную службу на время Корейской войны. После трёх лет войны она снова вернулась в запас, уволившись из вооружённых сил только в 1968 году в ранге коммандера (к тому времени только пять женщин на флоте дослужились до этого звания).
Ещё во время мировой войны, в 1944 году увидел свет первый роман Джейкобс, «Иди против ветра» (англ. Storm Against the Wind). Второй роман, «Лавры для Джуди» (англ. Laurel for Judy), вышел в 1945 году. В дальнейшем она продолжала писать как ориентированную на девочек-подростков художественную прозу (часть её работ выходила под псевдонимом «Х. Бракстон-Халл»), так и мемуары, теннисные самоучители и биографическую литературу, а также статьи в многочисленных журналах в США и за рубежом. На протяжении длительного времени Джейкобс работала старшим редактором в Совете по педагогическим исследованиям Нью-Йорка, а также занималась выпуском спортивной одежды.
Конец жизни Хелен Халл-Джейкобс провела на ферме на Лонг-Айленде (штат Нью-Йорк). Джейкобс так и не вышла замуж и жила с подругой Вирджинией Герни. Она умерла от сердечной недостаточности в июне 1997 года в возрасте 88 лет.

## Игровая карьера
В подростковом возрасте Хелен начала играть в теннис как спарринг-партнёр для отца, которому посоветовал заниматься теннисом врач. Вскоре она уже обыгрывала отца на корте и начала успешно участвовать в молодёжных соревнованиях. В 1923 году она сыграла товарищеский матч со своей тёзкой Хелен Уиллз, считавшейся восходящей звездой национального лаун-тенниса (уже в этом же году Уиллз впервые выиграет национальный чемпионат США, победив знаменитую Моллу Маллори). Игра Хелен-младшей впечатлила тренера Уиллз Уильяма Фуллера настолько, что он взялся тренировать и её. Ради того, чтобы дочь могла всерьёз учиться теннису, Джейкобсы сняли для неё дом в Беркли, где она начала посещать местный теннисный клуб. В следующие два года Хелен Джейкобс дважды подряд выиграла национальное первенство среди девушек. Уже в это время она во всём следовала за Уиллз, которая также перед этим была двукратной чемпионкой среди девушек и жила в том же доме в Беркли.
Начиная с 1928 года имя Хелен Джейкобс стало постоянно появляться в ежегодной десятке лучших теннисисток мира, составляемой газетой Daily Telegraph. Она не покидала эту десятку 12 лет подряд — до 1939 года (последний год, когда этот рейтинг составлялся перед Второй мировой войной), и примерно столько же времени представляла США в ежегодном Кубке Уайтмен, за это время став его десятикратной обладательницей. За это время она 16 раз играла в финалах турниров Большого шлема в одиночном разряде, но в первые годы на её пути неизменно становилась старшая Хелен — Уиллз. За 11 лет «битвы двух Хелен», как называли их неравное соперничество газетчики, Джейкобс только раз удалось её победить: это произошло в финале чемпионата США 1933 года, когда при счёте 1-1 по сетам и 3-0 в пользу младшей Хелен её противница прекратила игру, ссылаясь на боли в спине. В 1935 году в финале Уимблдонского турнира Джейкобс была близка к тому, чтобы одержать вторую в карьере победу над Уиллз. При счёте 5-3 в решающем сете у неё был матч-бол, и ей оставалось только добить неудачно запущенную рядом с сеткой высокую свечу, но порыв ветра изменил направление полёта мяча, и удар Джейкобс пришёлся в сетку. Психологическое преимущество перешло к Уиллз, которая сумела вырвать победу в уже практически проигранном матче.
Несмотря на безуспешную борьбу с Уиллз, Джейкобс сумела четыре раза подряд с 1932 по 1935 год выиграть чемпионат США — в большинство этих лет в отсутствие тёзки. Она выиграла на этом турнире 28 матчей подряд, прежде чем уступить в финале 1936 года молодой Элис Марбл. Только у самой Уиллз и Крис Эверт были более длинные беспроигрышные серии на чемпионате США — соответственно 46 и 31 матч. В том же 1936 году Джейкобс наконец завоевала титул в одиночном разряде и на Уимблдоне, обыграв в финале немку Хильду Кравинкель. Эта победа, вместе с финалом чемпионата США принесшая ей первое место в мировом рейтинге по итогам сезона, была единственной у Джейкобс в шести финалах во Всеанглийском клубе лаун-тенниса; остальные она проиграла Уиллз (четыре из пяти) и местной теннисистке Дороти Раунд. В чемпионате Франции — ещё одном турнире Большого шлема — Джейкобс дважды проигрывала в финале. На её счету было также 11 финалов турниров Большого шлема в женском и смешанном парном разряде, из которых она выиграла три в женских парах и один в миксте — все на чемпионате США, где её постоянной партнёршей была Сара Палфри (в замужестве Фабиан). В 1934 году Джейкобс стала абсолютной чемпионкой США, завоевав титул во всех трёх разрядах.
Хелен Джейкобс продолжала играть в теннис до самого вступления США во Вторую мировую войну, проиграв свой последний одиночный финал национального первенства Марбл в 1940 году. После войны она на короткое время возобновила выступления и окончательно завершила игровую карьеру в 1947 году.

### Игровой стиль и манера поведения
На фоне феноменальных успехов Уиллз-Муди, за всю карьеру проигравшей всего несколько матчей, за Джейкобс закрепилась в прессе репутация неудачницы, «вечно второй». Несмотря на это, она всегда боролась с полной самоотдачей, не сдаваясь и не впадая в уныние, всегда с улыбкой на лице, что делало её любимицей публики. Постоянные поражения от Уиллз не мешали им оставаться подругами, и когда в 1933 году Уиллз стали обвинять в том, что она не дала Хелен-младшей одержать честную победу на чемпионате США, Джейкобс встала на её защиту.
Стиль игры Джейкобс отличался от стиля её старшей подруги. Если Уиллз, обладавшая сильным и надёжным ударом, предпочитала игру на выдержку с задней линии, то Джейкобс старалась максимально сокращать дистанцию, играя у сетки. Причиной этому был крайне слабый удар открытой ракеткой — её косые резаные мячи не представляли для соперниц никакой угрозы, а отбить сильный удар под правую руку ей было тяжело. По сравнению с этим её бэкхенд был более надёжным оружием, и выигрывала она в основном за его счёт, а также за счёт энергичного передвижения по корту и огромного упорства, с которым она боролась за каждый мяч. Это же упорство заставляло Джейкобс продолжать борьбу даже в совершенно безнадёжных ситуациях - таких, как финал Уимблдонского турнира 1938 года против Уиллз. Джейкобс, победившая по пути в финал третью и вторую сеяных соперниц, на последнюю игру вышла с сильным растяжением ахиллова сухожилия и перебинтованной ногой. Она продолжала бороться до счёта 4-4 в первом сете, но затем Уиллз выиграла восемь геймов подряд, завершив матч со счётом 6-4, 6-0.
Помимо спортивных достижений, Джейкобс также вошла в историю теннисной моды как первая теннисистка, выступавшая на Уимблдоне в шортах.

### Финалы турниров Большого шлема за карьеру
| Результат | Год  | Турнир                  | Покрытие | Соперница в финале | Счёт в финале         |
| --------- | ---- | ----------------------- | -------- | ------------------ | --------------------- |
| Поражение | 1928 | Чемпионат США           | Трава    | Хелен Уиллз        | 2-6, 1-6              |
| Поражение | 1929 | Уимблдонский турнир     | Трава    | Хелен Уиллз        | 1-6, 2-6              |
| Поражение | 1930 | Чемпионат Франции       | Грунт    | Хелен Уиллз-Муди   | 2-6, 1-6              |
| Поражение | 1932 | Уимблдонский турнир (2) | Трава    | Хелен Уиллз-Муди   | 3-6, 1-6              |
| Победа    | 1932 | Чемпионат США           | Трава    | Каролин Бабкок     | 6-2, 6-2              |
| Победа    | 1933 | Чемпионат США (2)       | Трава    | Хелен Уиллз-Муди   | 8-6, 3-6, 3-0 — отказ |
| Поражение | 1934 | Чемпионат Франции (2)   | Грунт    | Маргарет Скривен   | 5-7, 6-4, 1-6         |
| Поражение | 1934 | Уимблдонский турнир (3) | Трава    | Дороти Раунд       | 2-6, 7-5, 3-6         |
| Победа    | 1934 | Чемпионат США (3)       | Трава    | Сара Палфри        | 6-1, 6-4              |
| Поражение | 1935 | Уимблдонский турнир (4) | Трава    | Хелен Уиллз-Муди   | 3-6, 6-3, 5-7         |
| Победа    | 1935 | Чемпионат США (4)       | Трава    | Сара Фабиан        | 6-2, 6-4              |
| Победа    | 1936 | Уимблдонский турнир     | Трава    | Хильда Кравинкель  | 6-2, 4-6, 7-5         |
| Поражение | 1936 | Чемпионат США (2)       | Трава    | Элис Марбл         | 6-4, 3-6, 2-6         |
| Поражение | 1938 | Уимблдонский турнир (5) | Трава    | Хелен Уиллз-Муди   | 4-6, 0-6              |
| Поражение | 1939 | Чемпионат США (3)       | Трава    | Элис Марбл         | 0-6, 10-8, 4-6        |
| Поражение | 1940 | Чемпионат США (4)       | Трава    | Элис Марбл         | 2-6, 3-6              |

| Результат | Год  | Турнир                  | Покрытие | Партнёрша      | Соперницы в финале                       | Счёт в финале |
| --------- | ---- | ----------------------- | -------- | -------------- | ---------------------------------------- | ------------- |
| Поражение | 1931 | Чемпионат США           | Трава    | Дороти Раунд   | Бетти Натхолл Эйлин Беннетт-Уиттингстолл | 2-6, 4-6      |
| Поражение | 1932 | Уимблдонский турнир     | Трава    | Элизабет Райан | Дорис Метакса Жозан Сигар                | 4-6, 3-6      |
| Победа    | 1932 | Чемпионат США           | Трава    | Сара Палфри    | Эдит Кросс Анна Харпер                   | 3-6, 6-3, 7-5 |
| Поражение | 1934 | Чемпионат Франции       | Грунт    | Сара Палфри    | Симона Матьё Элизабет Райан              | 2-6, 1-6      |
| Победа    | 1934 | Чемпионат США (2)       | Трава    | Сара Палфри    | Дороти Андрус-Берк Каролин Бабкок        | 4-6, 6-3, 6-4 |
| Победа    | 1935 | Чемпионат США (3)       | Трава    | Сара Фабиан    | Дороти Андрус-Берк Каролин Бабкок        | 6-4, 6-2      |
| Поражение | 1936 | Уимблдонский турнир (2) | Трава    | Сара Фабиан    | Фреда Джеймс Кей Стаммерс                | 2-6, 1-6      |
| Поражение | 1936 | Чемпионат США (2)       | Трава    | Сара Фабиан    | Каролин Бабкок Марджори ван Рин          | 7-9, 6-2, 4-6 |
| Поражение | 1939 | Уимблдонский турнир (3) | Трава    | Билли Йорк     | Элис Марбл Сара Фабиан                   | 1-6, 0-6      |

| Результат | Год  | Турнир        | Покрытие | Партнёр        | Соперники в финале           | Счёт в финале   |
| --------- | ---- | ------------- | -------- | -------------- | ---------------------------- | --------------- |
| Поражение | 1932 | Чемпионат США | Трава    | Эллсуорт Вайнз | Сара Палфри Фред Перри       | 3-6, 5-7        |
| Победа    | 1934 | Чемпионат США | Трава    | Джордж Лотт    | Элизабет Райан Лестер Стёфен | 4-6, 13-11, 6-2 |